# Historia de los Phoenix Suns

## Fundación y temporada debut (1968-1970)

### Fundación (1968)

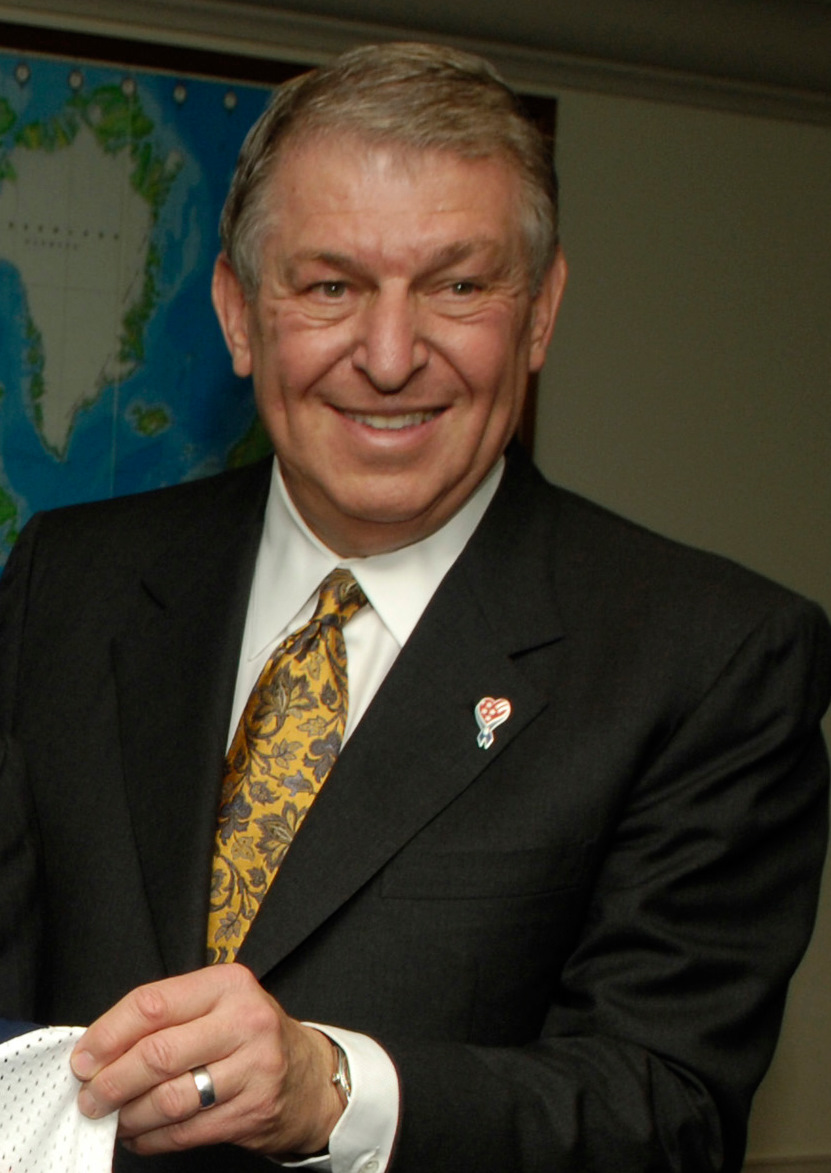
Jerry Colangelo, inversionista deportivo estadounidense, dueño de los Arizona Diamondbacks y parte del primer grupo de inversionistas de los Phoenix Suns

Los Phoenix Suns se establecieron en 1968 como una franquicia de expansión de la NBA. Un grupo de empresarios encabezados por el empresario de Tucson Karl Eller y el abogado de Phoenix Richard Bloch compraron la franquicia.
Richard Bloch, un abogado local, tuvo la idea de traer un club de baloncesto profesional a Phoenix. Bloch vio el potencial de traer un equipo de baloncesto profesional a la ciudad después de observar el éxito de los equipos universitarios de baloncesto del estado de Arizona y la Universidad de Arizona.
Bloch formó un grupo de inversionistas para comprar la franquicia de expansión en colaboración con Karl Eller, un empresario de Tucson y creador de la firma de publicidad Eller Outdoor. El consorcio también contó con Jerry Colangelo, el futuro propietario de los Diamondbacks de Arizona. Jerry Colangelo asumiría el cargo de propietario principal del equipo.-

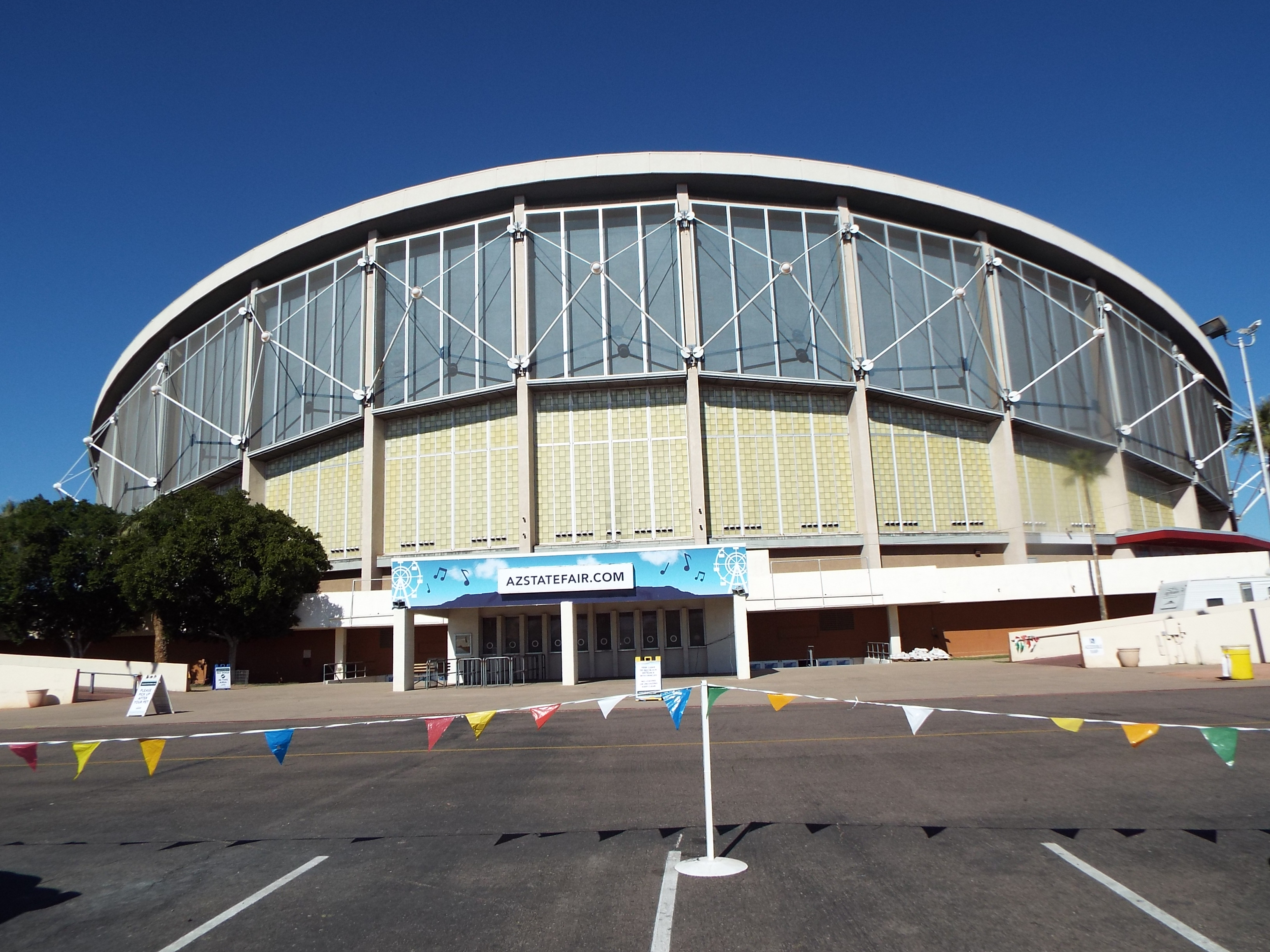
Arizona Veterans Memorial Coliseum, el pabellón usado por la mayoría de equipos de Phoenix en varias disciplinas, incluyendo los Phoenix Suns desde 1968 hasta 1992

Después de una competencia pública en la que los residentes de Phoenix ofrecieron sus ideas, los Suns recibieron su nombre. Se seleccionó el nombre porque está conectado con la ciudad, que está situada en el Valle del Sol y tiene una larga historia de mitos e historias relacionadas con el fénix.
La franquicia contrató al entrenador y gerente general Johnny "Red" Kerr, exjugador de la NBA y entrenador productivo de los Chicago Bulls. El trabajo asignado a Kerr fue reunir a un grupo de jugadores jóvenes talentosos capaces de competir en la liga.

### Primeros partidos (1969-1970)
Los Suns jugaron sus partidos en el Veterans Memorial Coliseum de 14.000 asientos durante su temporada de debut en 1969-1970. Además, el grupo de jugadores talentosos son jóvenes atletas, como las estrellas de la NBA Dick Van Arsdale y Gail Goodrich.
Los Suns tuvieron un comienzo difícil en la cancha a pesar de la anticipación y la emoción. El club tenía un récord de 16-66 al final de la temporada después de perder sus primeros 10 juegos. Aun así, el equipo pudo desarrollar una base sólida de jugadores jóvenes y habilidosos, como Dick Van Arsdale, Alvan Adams y Paul Westphal, quienes jugarían un papel crucial en los años venideros.
Los Suns tuvieron éxito fuera de la cancha a pesar de sus dificultades. Phoenix adoraba al equipo y los partidos en casa solían estar repletos de espectadores. Los jugadores de la NBA también comenzaron a apoyar a los Suns porque les gustaba visitar Phoenix y el ambiente relajado allí.

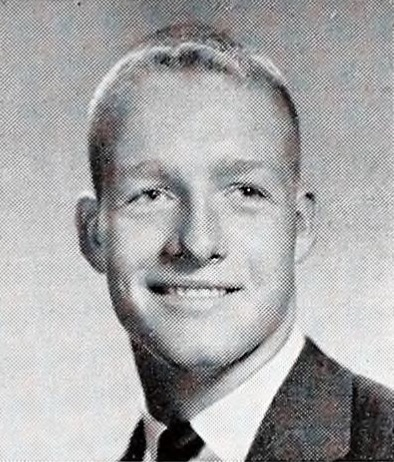
Dick Van Arsdale, escolta de los Phoenix Suns de 1968 a 1977, siendo el primer gran jugador de esta franquicia, razón por la que se lo apoda "The Original Sun", o en español, "El Sol Original"

## Primeros años: Los suns de Arsdale y Adams (1970-1976)

### Primera temporada (1970)
La primera temporada de los Phoenix Suns no fue fácil. El equipo perdió sus primeros 10 partidos y terminó con un récord de 16-66. A pesar de la lucha en la cancha, los Suns tuvieron éxito fuera de ella. La ciudad de Phoenix abrazó al equipo y los juegos en casa a menudo estaban llenos de aficionados. Los Suns también se convirtieron en un equipo popular entre los jugadores de la NBA, que disfrutaban de los viajes a Phoenix y la cultura relajada de la ciudad.

### Primeros playoffs (1971-1973)
En la segunda temporada, los Suns mejoraron su récord a 39-43 y llegaron a los playoffs por primera vez en la historia de la franquicia. El equipo estaba dirigido por el base Dick Van Arsdale y el alero Alvan Adams, quienes fueron seleccionados en el Mejor quinteto de rookies de la NBA. Los Suns llegaron a las Finales de la Conferencia Oeste, pero perdieron en seis juegos ante el campeón defensor Los Angeles Lakers.
Los Suns regresaron a los playoffs en su tercera temporada, pero perdieron su primer juego ante los Seattle SuperSonics en cinco juegos. Durante la primavera, el equipo adquirió al escolta Paul Westphal, quien se convertirá en uno de los jugadores más populares.
Los Suns tuvieron una mala temporada en la 1972-73, terminando 38-44. Sin embargo, el equipo llegó a los playoffs y obtuvo una victoria en la primera ronda sobre el campeón defensor de la Conferencia Oeste, los Milwaukee Bucks. Sin embargo, los Suns fueron eliminados en la segunda ronda por los Golden State Warriors de Wilt Chamberlain en seis juegos.

### Llegada de nuevas estrellas (1974-1975)
Para su próxima temporada, los Suns tenían un récord de temporada de 30-52 y no lograron llegar a los playoffs. Sin embargo, el equipo adquirió al escolta Dennis Autry y al base Gar Hurd, quienes serán figuras clave en los próximos años.
Para la temporada 1974-75, los Suns tuvieron una temporada increíble en la que registraron un récord de 48-34 y ganaron su segundo título de división. El equipo estaba dirigido por el escolta Paul Westphal y el alero Alvan Adams, quien fue seleccionado para el All Star Game. En los playoffs, los Suns llegaron a las Finales de la Conferencia Oeste pero fueron eliminados por los Golden State Warriors en seis juegos. 
Los Suns tuvieron otra temporada exitosa con un récord de 42-40 y ganando su tercer título y su segundo título consecutivo de la División. Paul Westphal y Alvan Adams, fueron seleccionados para el All Star Game por segundo año consecutivo. 

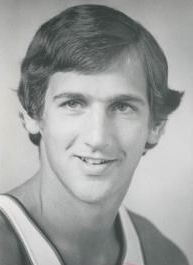
Paul Westphal en su primera era como jugador de los Suns (1975-1980)

## Éxito en el final de los 70: Nuevo entrenador y Westphal (1976-1980)

### Primeras finales (1976)
Durante sus primeros años en la liga, el equipo luchó por encontrar su identidad y no logró tener éxito en la cancha. Sin embargo, todo cambió en la temporada 1975-76, cuando los Suns hicieron una serie de movimientos clave que los llevaron a su primera aparición en las Finales de la NBA.
La temporada 1975-76 comenzó con una victoria en el partido inaugural contra los Golden State Warriors. Los Suns comenzaron a jugar con una gran intensidad y lograron una racha de seis victorias seguidas a principios de la temporada. El equipo estaba liderado por el entrenador John MacLeod y el jugador estrella Paul Westphal. Sin embargo, a pesar de su buen comienzo, los Suns sufrieron una importante serie de derrotas en la segunda mitad de la temporada. El equipo parecía estar fuera de la carrera por los playoffs, pero una racha de victorias a finales de la temporada les permitió asegurar el último puesto para los playoffs. Los Suns se enfrentaron a los Seattle SuperSonics en la primera ronda de los playoffs. A pesar de ser el equipo con peor récord en los playoffs, los Suns sorprendieron a los SuperSonics y ganaron la serie en seis juegos. Westphal y el base Alvan Adams lideraron al equipo en la serie. En la siguiente ronda, los Suns se enfrentaron a los campeones defensores de la NBA, los Golden State Warriors. Los Warriors tenían un equipo formidable liderado por el Jugador Más Valioso de la NBA, Rick Barry. A pesar de esto, los Suns lograron ganar la serie en siete juegos. El sexto juego de la serie es recordado como uno de los más emocionantes en la historia de la NBA, con los Suns ganando en doble tiempo extra. Los Suns avanzaron a las Finales de la NBA, donde se enfrentarían a los Boston Celtics. Los Celtics eran el equipo favorito para ganar la serie, ya que tenían un equipo estelar liderado por el jugador estrella Dave Cowens. Sin embargo, los Suns jugaron con gran intensidad y ganaron el primer juego de la serie en tiempo extra. Los Celtics ganaron los siguientes dos juegos de la serie, pero los Suns lograron ganar el cuarto juego en tiempo extra. El quinto juego de la serie es considerado uno de los mejores en la historia de la NBA. Los Suns y los Celtics jugaron dos tiempos extras, con ambos equipos intercambiando canastas. El juego finalmente fue ganado por los Celtics, pero los Suns demostraron su valentía y capacidad para competir contra uno de los mejores equipos de la NBA.

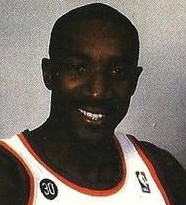
Walter Davis, escolta estrella de los Phoenix Suns desde 1977 a 1988

### Llegada de Walter Davis (1977)
La temporada 1976-77 de los Phoenix Suns fue una temporada llena de altibajos. El equipo fue liderado por el jugador estrella Paul Westphal. Los Suns terminaron la temporada regular con un récord de 34-48, lo que los dejó fuera de los playoffs. A pesar de esto, la temporada fue notable por varias razones. En primer lugar, Westphal tuvo una gran temporada, promediando 25.2 puntos por juego y siendo seleccionado para el All-Star Game. Además, el novato Alvan Adams tuvo un impacto inmediato en el equipo, promediando 19 puntos y 9.1 rebotes por juego.
Otro momento destacado de la temporada fue el juego en el que los Suns se enfrentaron a los Boston Celtics. En ese juego, Westphal protagonizó una jugada memorable en la que robó el balón y anotó una volcada invertida. La jugada fue tan espectacular para esa época que todavía se recuerda como una de las más impresionantes en la historia de la NBA.
A pesar de que los Suns no lograron clasificar a los playoffs en la temporada 1976-77, la temporada fue importante para sentar las bases para el éxito futuro del equipo. Westphal y Adams demostraron ser jugadores estrella en el equipo, y el equipo comenzó a establecer una identidad como un equipo emocionante y lleno de talento.

### Llegada a las finales de conferencia y finales de los años 70 (1978-1980)
La temporada 1977-78 fue una temporada de regreso a los playoffs para los Phoenix Suns. El equipo fue liderado por el jugador estrella Walter Davis. Los Suns terminaron la temporada regular con un récord de 49-33, lo que les permitió clasificar para los playoffs como el tercer sembrado en la Conferencia Oeste.
En la primera ronda de los playoffs, los Suns se enfrentaron a los Seattle SuperSonics. La serie fue muy reñida, pero los Suns lograron ganarla en seis juegos. Davis fue el líder del equipo durante la serie, promediando 23.7 puntos por juego.
En la siguiente ronda, los Suns se enfrentaron a los Denver Nuggets. La serie fue muy emocionante, con ambos equipos intercambiando victorias. Sin embargo, los Suns lograron ganar el séptimo y decisivo juego de la serie, avanzando a las Finales de la Conferencia Oeste.
En las Finales de la Conferencia Oeste, los Suns se enfrentaron a los Seattle SuperSonics. La serie fue muy reñida, con ambos equipos intercambiando victorias. El sexto juego de la serie es recordado como uno de los más emocionantes en la historia de los playoffs de la NBA. Los Suns ganaron el juego en tiempo extra, con Davis anotando 29 puntos en la victoria.
Sin embargo, los Suns perdieron el séptimo juego de la serie ante los SuperSonics, lo que los dejó fuera de la carrera por el campeonato de la NBA. A pesar de esto, la temporada 1977-78 fue una temporada exitosa para los Suns, ya que lograron regresar a los playoffs y llegaron a las Finales de la Conferencia Oeste.

## Los 80' (1980-1990)

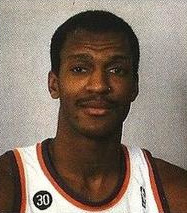
Larry Nance jugó en los Phoenix Suns entre 1981 y 1988

### Fracaso temporal: Llegada de Larry Nance y Tom chambers (1980-1987)
Durante la década de los 80, los Phoenix Suns tuvieron una de las plantillas más talentosas de la NBA, pero tuvieron dificultades para mantener la consistencia y convertirse en campeones de la NBA. A pesar de todo, el equipo logró algunas temporadas destacadas y momentos emocionantes que aún se recuerdan hoy en día.
La temporada 1980-81 fue una de las mejores temporadas de los Suns en la década de los 80. Con un récord de 57-25, los Suns terminaron como el mejor equipo de la Conferencia Oeste. El equipo estaba liderado por Walter Davis, que promedió 24.6 puntos por juego esa temporada. Sin embargo, los Suns perdieron en las Finales de la Conferencia Oeste ante los Houston Rockets de Moses Malone en seis juegos.
En la temporada 1981-82, los Suns perdieron en la primera ronda de los playoffs ante Los Angeles Lakers. A pesar de que Davis lideró al equipo con un promedio de 21.5 puntos por juego, los Suns no pudieron vencer a un equipo de los Lakers que finalmente ganaría el campeonato de la NBA.
En la temporada 1982-83, los Suns tuvieron otro récord sólido de 53-29. En los playoffs, el equipo avanzó a las Finales de la Conferencia Oeste, donde se enfrentaron a los San Antonio Spurs. A pesar de los esfuerzos del recién llegado Larry Nance, que promedió 23.8 puntos y 11.0 rebotes por juego en la serie, los Suns perdieron ante los Spurs en seis juegos.
Tanto la temporada 1983-84,  como la temporada 1984-85 y la temporada 1985-86, fueron una temporada decepcionante para los Suns. A pesar de que Davis promedió 21.5, 21.4 y 21,1 puntos por juego respectivamente, el equipo terminó con un récord de 41-41 en la primera, 36-46 en la segunda y no logró clasificar a los playoffs en ninguna de las dos.
Ese mismo año, el alero Tom Chambers llegó al equipo en un traspaso desde los Seattle SuperSonics, el cual, en su primera temporada en el equipo, la 1986-87, promedio 23.4 puntos y 8.4 rebotes, pero no fue suficiente para llegar a playoffs.

### Escándalo de drogas (1987)
El escándalo de drogas de los Phoenix Suns en 1987 fue uno de los momentos más oscuros en la historia de la franquicia. La NBA se encontraba en una época en la que el uso de drogas recreativas estaba muy extendido entre los jugadores y las políticas de la liga para combatir el problema no eran tan rigurosas como lo son hoy en día. En este contexto, los Suns se encontraron en el centro de la atención pública cuando se descubrió que varios de sus jugadores estaban consumiendo drogas. Todo comenzó en diciembre de 1986, cuando el escolta de los Suns, Walter Davis, fue suspendido por la NBA por violar la política de drogas de la liga. Davis admitió haber consumido cocaína y pasó tres meses en un centro de rehabilitación antes de ser readmitido en la NBA. En enero de 1987, el alero de los Suns, James Edwards, fue detenido por posesión de cocaína en un hotel en Nueva York. Edwards, quien había sido uno de los jugadores más importantes del equipo en la temporada anterior, fue suspendido indefinidamente por la NBA. Pero lo peor estaba por llegar. En marzo de 1987, se reveló que cinco jugadores de los Suns, incluyendo a Davis y a Edwards, habían estado consumiendo drogas en el hogar del armador Mike Sanders. Los otros tres jugadores involucrados fueron el escolta Jay Humphries, el alero Grant Gondrezick y el centro James Donaldson. La noticia del escándalo de drogas de los Suns fue un golpe para la NBA y para la ciudad de Phoenix en general. El equipo había llegado a las finales de la Conferencia Oeste la temporada anterior y tenía un grupo de talentosos jugadores, incluyendo al alero Larry Nance, al alero Cedric Ceballos y al armador Kevin Johnson. El propietario de los Suns, Jerry Colangelo, decidió tomar medidas drásticas. Despidió al gerente general de los Suns, John MacLeod, y nombró a un nuevo gerente general, Jay Humphries, quien había sido uno de los jugadores involucrados en el escándalo de drogas. Humphries fue el encargado de limpiar la casa y de deshacerse de los jugadores involucrados en el escándalo. Los Suns se vieron obligados a terminar la temporada sin Davis, Edwards y Humphries, quienes habían sido suspendidos indefinidamente por la NBA. Los otros dos jugadores involucrados, Gondrezick y Donaldson, fueron traspasados a otros equipos al final de la temporada. A pesar del escándalo de drogas y de las suspensiones de varios jugadores clave, los Suns lograron clasificarse para los playoffs de 1987. Sin embargo, fueron eliminados en la primera ronda por los Lakers de Los Ángeles en una serie que fue recordada por el épico duelo entre Magic Johnson y Kevin Johnson. El escándalo de drogas de los Phoenix Suns tuvo un impacto duradero en la franquicia y en la ciudad de Phoenix. Jerry Colangelo reconoció que había subestimado el problema de las drogas en la NBA y se comprometió a hacer más para combatir el problema. Los Suns contrataron a un psicólogo deportivo y establecieron programas de educación sobre drogas para los jugadores. 

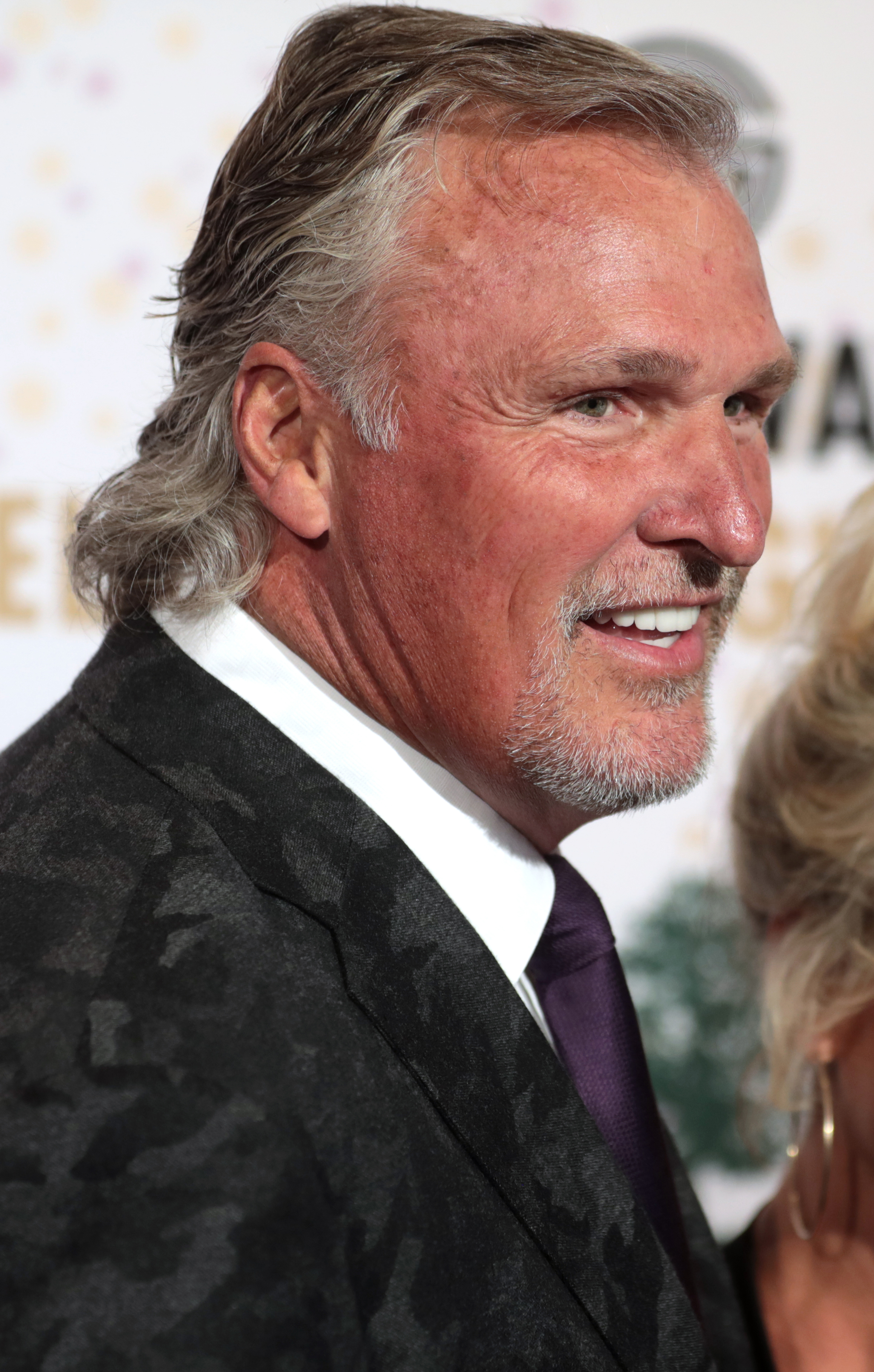
Tom Chambers fue jugador de los Phoenix Suns entre 1988 y 1993, fue determinante para los playoffs de las temporadas 1987-88 y 1988-89, en la cual hizo varias actuaciones grandiosas.

### 3 Finales de conferencia seguidas: Kevin Jhonson y Dan Marjerle entran en el tablero (1987-1990)
La temporada siguiente, la 1987-88 fue una temporada destacada entre tantas temporadas sin clasificar a playoffs. Hubo un récord de 55-27, siendo el segundo mejor equipo de la Conferencia Oeste. Fue liderado por el recién llegado Kevin Johnson, el cual promedio 20.4 puntos y 12.2 asistencias por partido, a su vez que Tom Chambers logró hacer 24.6 puntos y 7.0 rebotes por juego. En la primera ronda de los playoffs, los Suns se enfrentaron a los San Antonio Spurs, quienes habían terminado la temporada regular con un récord de 31 victorias y 51 derrotas. Los Suns barrieron a los Spurs en la serie de tres juegos, ganando los tres partidos por un margen promedio de 20.3 puntos. Chambers fue el líder anotador de los Suns en la serie, promediando 28.7 puntos y 9.0 rebotes por juego. En la segunda ronda, los Suns se enfrentaron a los Denver Nuggets, quienes habían terminado la temporada regular con un récord de 54 victorias y 28 derrotas.

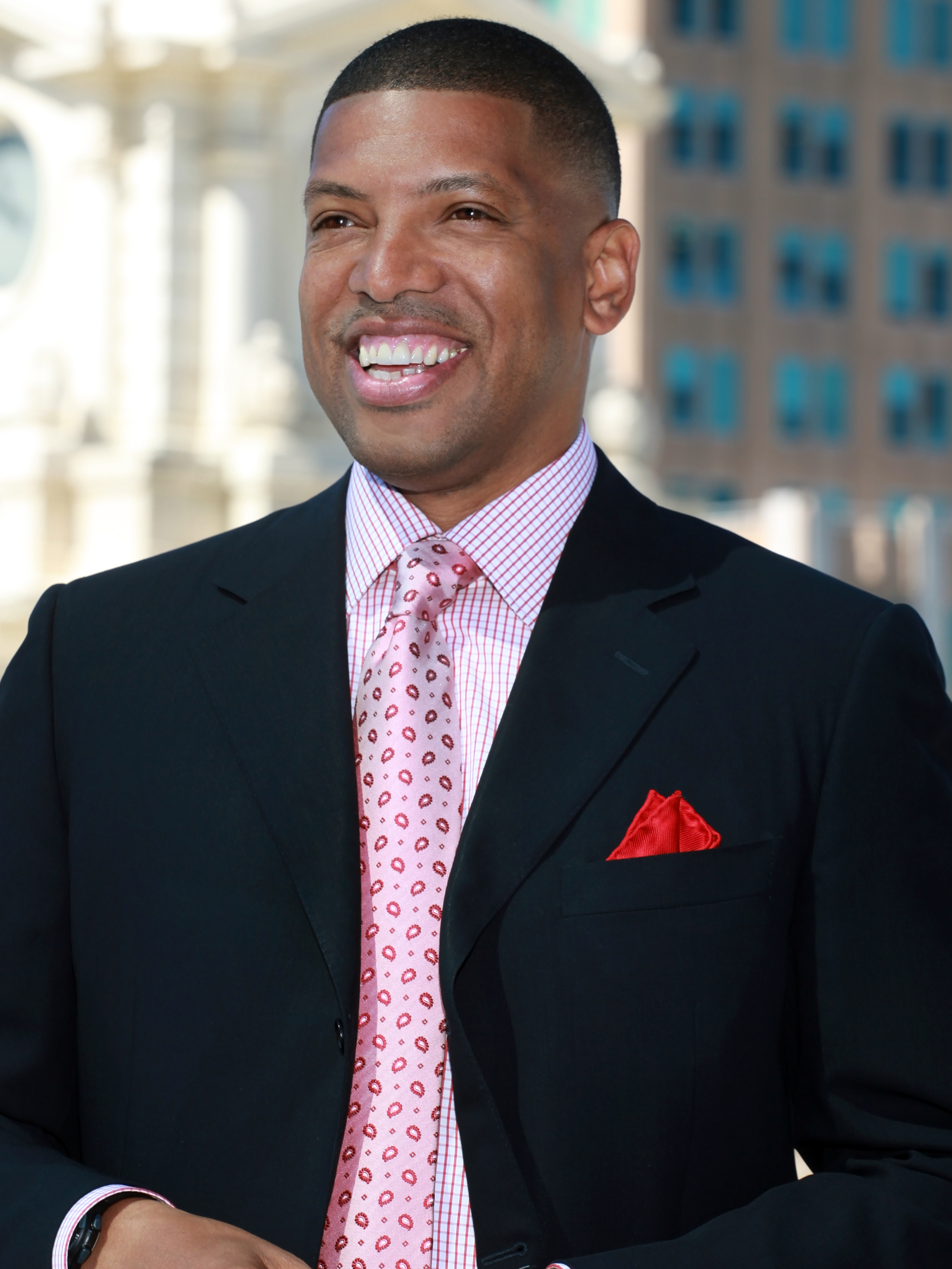
Kevin Johnson fue jugador de los Phoenix Suns entre 1988 y 1998, y fue la mano derecha de Tom Chambers y Larry Nance durante esta época

Los Suns comenzaron la serie con una victoria en casa por 116-103, liderados por los 38 puntos de Chambers y los 29 puntos del suplente Jeff Hornacek. Sin embargo, los Nuggets ganaron el segundo juego en casa por 126-116, con un gran juego del base Fat Lever, quien anotó 31 puntos, capturó 10 rebotes y repartió 8 asistencias. En el tercer juego, los Suns recuperaron la ventaja de la serie con una victoria en casa por 104-96, liderados por los 35 puntos de Chambers y los 28 puntos de Hornacek. En el cuarto juego, los Nuggets lograron empatar la serie al ganar en casa por 116-114, gracias a los 37 puntos de Lever y los 30 puntos de Alex English. El quinto juego fue uno de los más emocionantes de la serie. Los Suns ganaron en casa por 105-104, gracias a una canasta ganadora de Chambers con 1.9 segundos restantes en el reloj. Chambers terminó con 41 puntos y 13 rebotes, mientras que Hornacek agregó 25 puntos y 6 asistencias. En el sexto juego, los Nuggets lograron forzar un séptimo juego al ganar en casa por 124-116, liderados por los 34 puntos de Lever y los 33 puntos de English. Chambers fue el líder anotador de los Suns en el juego con 31 puntos, mientras que Hornacek agregó 29 puntos y 7 asistencias. En el séptimo juego, los Suns y los Nuggets se enfrentaron en un emocionante juego que llegó hasta el final. Los Suns ganaron por 107-101, gracias a los 34 puntos de Chambers y los 24 puntos de Hornacek. Lever tuvo otro gran juego para los Nuggets, anotando 31 puntos y repartiendo 10 asistencias, pero no fue suficiente para evitar la derrota. Con la victoria, los Suns avanzaron a las Finales de la Conferencia Oeste por primera vez en cinco años. En las Finales de la Conferencia Oeste de la NBA, los Phoenix Suns se enfrentaron a Los Angeles Lakers. Los Lakers eran el equipo dominante en la Conferencia Oeste en ese momento, habiendo ganado el campeonato en las dos temporadas anteriores. Los Lakers comenzaron la serie ganando los dos primeros juegos en casa, liderados por la estrella del equipo, Magic Johnson. En el tercer juego en Phoenix, los Suns lograron una victoria clave en tiempo extra, gracias a los 34 puntos y 10 rebotes de Tom Chambers. En el cuarto juego, los Suns ganaron por un margen de 15 puntos, liderados por los 33 puntos de Chambers y los 27 puntos de Jeff Hornacek. En el quinto juego, los Lakers recuperaron la ventaja de la serie al ganar por 120-114, con un gran juego de James Worthy, quien anotó 36 puntos y capturó 16 rebotes. En el sexto juego en Phoenix, los Suns lograron forzar un séptimo juego al ganar por 114-97, liderados por los 41 puntos de Chambers y los 29 puntos de Hornacek. En el séptimo juego en Los Ángeles, los Lakers salieron victoriosos por un marcador de 117-103, avanzando a las Finales de la NBA. Johnson lideró a los Lakers con 29 puntos y 14 asistencias, mientras que Worthy agregó 26 puntos y 10 rebotes. Chambers fue el líder anotador de los Suns con 29 puntos, pero no fue suficiente para evitar la derrota. A pesar de la derrota en las Finales de la Conferencia Oeste, los Suns lograron una temporada exitosa y emocionante, y la serie contra los Lakers se convirtió en una de las más emocionantes de la década.

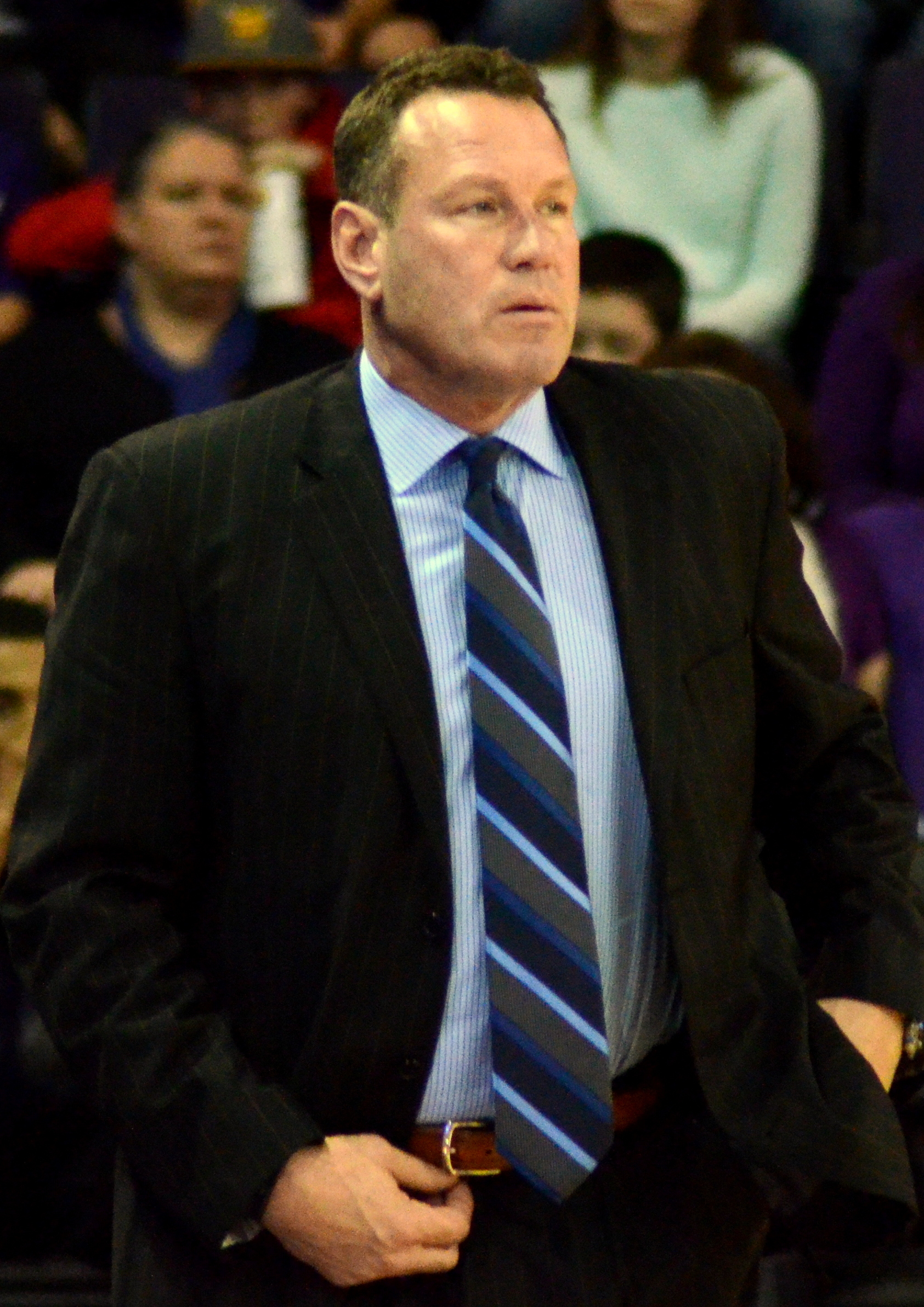
Dan Majerle, más conocido como Thunder Dan fue un gran jugador y más tarde entrenador de los Suns entre 1988 y 1995, sirviendo como la pieza que faltaba para el big three de Kevin Jhonson y Tom Chambers

En la temporada 1988-89, los Suns tuvieron otro récord sólido de 55-27. Johnson y Chambers continuaron liderando al equipo, con Johnson promediando 22.5 puntos y 11.4 asistencias por juego y Chambers promediando 25.7 puntos y 9.6 rebotes por juego, clasificando a Playoffs. En la primera ronda de los playoffs, los Suns se enfrentaron a los Golden State Warriors. Los Suns ganaron los dos primeros juegos en casa, liderados por Johnson, quien promedió 26.5 puntos y 13.5 asistencias en la serie. Los Warriors ganaron el tercer juego en casa, pero los Suns aseguraron la serie en el cuarto juego con una victoria de 121-104, con Chambers anotando 32 puntos y Johnson registrando 22 puntos y 17 asistencias. En la segunda ronda, los Suns se enfrentaron a Los Angeles Lakers, el equipo que los eliminó en las Finales de la Conferencia Oeste la temporada anterior. Los Suns perdieron los dos primeros juegos en Los Ángeles, pero ganaron el tercer juego en casa gracias a los 29 puntos y 12 rebotes de Chambers y los 20 puntos y 14 asistencias de Johnson. En el cuarto juego, los Lakers lograron una victoria crucial en tiempo extra, liderados por los 32 puntos y 14 rebotes de James Worthy. En el quinto juego en Los Ángeles, los Suns lograron una victoria de 117-103 para mantenerse vivos en la serie. Chambers lideró a los Suns con 41 puntos y 13 rebotes, mientras que Johnson registró 21 puntos y 12 asistencias. En el sexto juego en Phoenix, los Suns lograron una victoria emocionante en tiempo extra, gracias a un triple en el último segundo de Jeff Hornacek. Chambers anotó 41 puntos y capturó 13 rebotes, mientras que Johnson registró 25 puntos y 9 asistencias. En el séptimo y decisivo juego en Los Ángeles, los Lakers ganaron por un margen de 14 puntos para avanzar a las Finales de la NBA. A pesar de la derrota en las Finales de la Conferencia Oeste, los Suns tuvieron una temporada emocionante y prometedora. Chambers y Johnson lideraron al equipo en los playoffs, y fueron apoyados por jugadores como Hornacek, Eddie Johnson y Mark West. Los Suns demostraron que eran un equipo peligroso y competitivo en la Conferencia Oeste, y prometieron regresar fuertes la próxima temporada. Cabe destacar que esta fue la última temporada de Walter Davis  y Larry Nance en los Phoenix Suns, aunque no habían apoyado mucho en estos últimos playoffs.
La temporada 1989-90 de la NBA fue una temporada llena de emoción y éxito para los Phoenix Suns. El equipo estuvo liderado por su estrella, el base Kevin Johnson, quien promedió 22.5 puntos y 11.4 asistencias por partido. También contaban con Dan Majerle, quien contribuyo significativamente a la temporada exitosa del equipo. Los Suns comenzaron la temporada con un récord de 13-2, y terminaron la temporada regular con un récord de 54-28, el tercer mejor récord en la Conferencia Oeste. Los Suns fueron particularmente dominantes en casa, donde tuvieron un récord de 32-9. En los playoffs, los Suns se enfrentaron a los Utah Jazz en la primera ronda. Los Suns ganaron los dos primeros juegos en casa, liderados por los 24 puntos y 14 rebotes de Chambers en el segundo juego. Los Jazz ganaron los dos siguientes juegos en Utah, pero los Suns ganaron el quinto juego en casa para tomar una ventaja de 3-2 en la serie. En el sexto juego en Utah, los Suns lograron una victoria emocionante en tiempo extra gracias a un triple en el último segundo de Hornacek. Johnson lideró a los Suns con 35 puntos y 8 asistencias, mientras que Chambers contribuyó con 28 puntos y 13 rebotes. En la segunda ronda, los Suns se enfrentaron a Los Angeles Lakers, el equipo que los había eliminado en las Finales de la Conferencia Oeste las dos temporadas anteriores. Los Suns perdieron los dos primeros juegos en Los Ángeles, pero ganaron los dos siguientes juegos en casa para empatar la serie. En el quinto juego en Los Ángeles, los Suns lograron una victoria de 114-112 gracias a los 25 puntos y 9 rebotes de Chambers, y los 21 puntos y 11 asistencias de Johnson. En el sexto juego en Phoenix, los Suns lograron una victoria emocionante en tiempo extra gracias a los 44 puntos y 12 rebotes de Chambers, y los 31 puntos y 10 asistencias de Johnson. Esta victoria les aseguró un lugar en las Finales de la Conferencia Oeste por segundo año consecutivo. Cabe destacar, que esto generó una gran rivalidad o derbi entre fanáticos de ambos equipos, debido a las últimas dos derrotas humillantes en las últimas finales de conferencia, y a esta derrota como suerte de venganza o revancha. Esta rivalidad se siguió alimentado durante los 90' y principalmente en los 2000', aunque se mantiene hasta nuestros días. En las Finales de la Conferencia Oeste, los Suns se enfrentaron a los Portland Trail Blazers. Los Suns perdieron el primer juego en Portland, pero ganaron los dos siguientes juegos en casa para tomar una ventaja de 2-1 en la serie. En el cuarto juego en Portland, los Suns lograron una victoria de 107-104 gracias a los 26 puntos y 8 asistencias de Johnson, y los 24 puntos y 10 rebotes de Chambers. En el quinto juego en Phoenix, los Suns perdieron en tiempo extra gracias a los 39 puntos y 11 rebotes de Clyde Drexler. En el sexto juego en Portland, los Suns perdieron por un margen de 22 puntos, lo que forzó un séptimo y decisivo juego en Phoenix. En el séptimo juego, los Suns y los Trail Blazers ofrecieron una de las series más emocionantes en la historia de los playoffs de la NBA. El juego fue un back-and-forth durante toda la noche, y terminó empatado al final del tiempo reglamentario. En tiempo extra, los Suns tomaron una ventaja pero los Portland Trail Blazers terminaron ganando por cuatro puntos en el último minuto. Esta serie es recordad como una de las más agónicas, emocionantes y épicas de la historia de la NBA.

## Caída y estrellato: Era de Charles Barkley (1990-1996)

### Comienzos de los 90' (1990-1992)
Entre 1990 y 1992, los Phoenix Suns experimentaron una serie de altibajos en su desempeño en la cancha, así como una serie de cambios en la gerencia y el personal de los jugadores.
En la temporada 1990-91, los Suns terminaron con un récord de 55 victorias y 27 derrotas, clasificando para los playoffs en el tercer lugar de la Conferencia Oeste. Sin embargo, su carrera en los playoffs fue corta, ya que perdieron en la primera ronda ante los Utah Jazz en cinco juegos. Kevin Johnson lideró al equipo en puntos y asistencias durante la temporada, promediando 22,5 puntos y 10,6 asistencias por juego. También fue seleccionado para el All-Star Game.
La temporada siguiente, la 1991-92 los Suns registraron un récord de 53 victorias y 29 derrotas, clasificando para los playoffs en el cuarto lugar de la Conferencia Oeste. En los playoffs, los Suns se enfrentaron a Los Angeles Lakers en la primera ronda. Después de perder los primeros dos juegos de la serie, los Suns ganaron los siguientes tres juegos para avanzar a la segunda ronda. Allí, se enfrentaron a los Portland Trail Blazers en una serie de siete juegos. Los Suns ganaron los primeros dos juegos de la serie, pero perdieron los siguientes tres. Con el equipo al borde de la eliminación, los Suns ganaron los últimos dos juegos para avanzar a las finales de conferencia. En las finales de conferencia, los Suns se enfrentaron a los Seattle SuperSonics. Los Suns ganaron los primeros dos juegos de la serie, pero perdieron los siguientes dos. En el quinto juego, los Suns perdieron por un margen estrecho, lo que los dejó al borde de la eliminación. Sin embargo, en el sexto juego, los Suns lograron una victoria en tiempo extra para forzar un séptimo y decisivo juego. En el séptimo juego, los Suns perdieron por un margen de 20 puntos, lo que puso fin a su temporada.
A pesar de la decepción de la eliminación en las finales de conferencia, la temporada fue un éxito para los Suns. Kevin Johnson fue seleccionado para el All-Star Game por segundo año consecutivo, mientras que Dan Majerle emergió como uno de los mejores jugadores defensivos de la liga.

### Llegada de Charles Barkley (1992-1996)
En la temporada 1992-93, los Suns experimentaron un gran cambio en la gerencia del equipo. El dueño del equipo, Jerry Colangelo, decidió contratar a Paul Westphal como entrenador en jefe, reemplazando a Cotton Fitzsimmons. Westphal llevó a los Suns a un récord de 62 victorias y 20 derrotas en la temporada regular, el mejor récord en la liga ese año. Charles Barkley, quien había sido adquirido en un intercambio con los Philadelphia 76ers, lideró al equipo en puntos y rebotes durante la temporada, promediando 25,6 puntos y 12,2 rebotes por juego. Fue seleccionado para el All-Star Game y ganó el premio al MVP de la Temporada de la NBA. En los playoffs, los Suns derrotaron a Los Angeles Lakers en la primera ronda en una serie de tres juegos, y luego barrieron a San Antonio Spurs en la segunda ronda. En las finales de la Conferencia Oeste, se enfrentaron a Seattle SuperSonics y ganaron en siete juegos emocionantes. En las Finales de la NBA, los Suns se enfrentaron a los Chicago Bulls liderados por Michael Jordan. Aunque Barkley jugó bien, promediando 27.3 puntos y 13.0 rebotes en la serie, los Suns perdieron en seis juegos ante los Bulls. Los Suns no pudieron superar la gran defensa de los Bulls y la habilidad de Jordan para anotar en momentos clave. A pesar de la derrota en las finales, la temporada 1992-93 de los Phoenix Suns se recordará como una de las mejores de la historia de la franquicia. Fue una temporada en la que los Suns tuvieron uno de los mejores récords en la historia de la NBA y llegaron a las Finales de la NBA con un equipo talentoso liderado por el MVP de la liga, Charles Barkley.
- Datos: Q116250395